# Ephestiodes gilvescentella
Ephestiodes gilvescentella là một loài bướm đêm thuộc họ Pyralidae. Nó là loài bản địa của Bắc Mỹ, ở đó nó has been recorded từ California, Arizona, Oklahoma, Utah, Montana, Alberta và British Columbia. Nó được du nhập vào Hawaii by commerce.
Sải cánh dài 12–16 mm.